# Cryptanthus alagoanus
Espèce
Cryptanthus alagoanus est une espèce de plantes de la famille des Bromeliaceae, endémique du Nord-Est du Brésil et décrite en 2001

## Distribution
L'espèce est endémique du Nord-Est du Brésil.

## Description
Selon la classification de Raunkier, l'espèce est hémicryptophyte.